# Natação nos Jogos Olímpicos de Verão de 1896 - 100 m livre masculino
A prova dos 100m livre foi a primeira da natação nos Jogos Olímpicos de Verão de 1896. Aconteceu no dia 11 de abril, envolvendo dez atletas de quatro países

## Medalhistas
| Ouro   | HUN Alfréd Hajós    |
| Prata  | AUT Otto Herschmann |
| Bronze | Nenhuma             |

## Resultados
| Pos. | Atleta                                 | Tempo        |
| ---- | -------------------------------------- | ------------ |
|      | HUN Alfréd Hajós                       | 1:22.2       |
|      | AUT Otto Herschmann                    | 1:22.8       |
| 3-10 | GRE Georgios Anninos                   | Desconhecido |
| 3-10 | GRE Efstathios Chorophas               | Desconhecido |
| 3-10 | GRE Alexandros Khrisafos               | Desconhecido |
| 3-10 | USA Gardner Williams                   | Desconhecido |
| 3-10 | GRE Quatro outros, nomes desconhecidos | Desconhecido |